# Liste von Filmen mit Drehort Münster und Münsterland
Folgende Filme und Serien sind in Münster und im Münsterland gedreht worden:
| Titel                                              | Jahr      | Produzent | Beschreibung                                                                       | Regie                                                                            |
| -------------------------------------------------- | --------- | --- | ---------------------------------------------------------------------------------- | -------------------------------------------------------------------------------- |
| Haus Kummerveldt                                   | 2022      | Goldstoff Filme, Outside The Club, WDR, Arte | Historienserie mit Milena Straube, Marcel Becker-Neu, Leonie Rainer, Fabian Nolte, | Mark Lorei                                                                       |
| Heiter bis tödlich: Henker & Richter               | 2011/12   | Eikon West GmbH im Auftrag des WDR | 16-teilige TV-Krimiserie mit Dorothea Walda, Rike Schmid und Martin Lindow         | Joseph Orr und Michael Wenning                                                   |
| Tage, die bleiben                                  | 2012      | Toccata Film | Spielfilm mit Max Riemelt, Michael Kreuz und Götz Schubert                         | Pia Strietmann                                                                   |
| Arschkalt                                          | 2011      | Wüste Film West in Zusammenarbeit mit ZDF/Das kleine Fernsehspiel und mit Arte                                                                  | Spielfilm mit Herbert Knaup, Johannes Allmeyer und Elke Winkens                    | André Erkau                                                                      |
| Pixelschatten                                      | 2011      | Tag/Traum im Auftrag von ZDF/Das kleine Fernsehspiel                                                                                            | Spielfilm mit Ben Gageik und Zora Klostermann                                      | Anil Jacob Kunnel                                                                |
| Aschenputtel                                       | 2011      | Askania Media im Auftrag des WDR | TV-Märchenfilm mit Aylin Tezel und Florian Bartholomai                             | Uwe Janson                                                                       |
| Hindenburg                                         | 2011      | teamWorx Television & Film GmbH im Auftrag von RTL                                                                                              | TV-Drama mit Max Simonischek, Lauren Lee Smith und Heiner Lauterbach               | Phillip Kadelbach                                                                |
| Die Frau des Polizisten                            | 2010      | Philip Gröning Filmproduktion | Spielfilm mit Alexandra Finder und David Zimmerschmied                             | Philip Gröning                                                                   |
| Unter Bauern                                       | 2009      | FilmForm Köln von Joachim von Mengershausen in Koproduktion mit Pandorafilm Köln, der französischen Acajou Films und 3L Filmproduktion Dortmund | Spielfilm mit Veronika Ferres und Armin Rohde                                      | Ludi Boeken                                                                      |
| Krupp – Eine deutsche Familie                      | 2009      | MOOVIE – the art of entertainment in Zusammenarbeit mit Koproduzent Georg Feil, der E & A Public Relations und der LaLa Filmproduktion          | TV-Mehrteiler mit Iris Berben, Benjamin Sadler und Oliver Berben                   | Carlo Rola                                                                       |
| Mein Freund aus Faro                               | 2008      | Wüste Film West | Spielfilm mit Anjorka Strechel und Manuel Cortez                                   | Nana Neul                                                                        |
| Das Gelübde                                        | 2008      | Colonia Media im Auftrag von Arte/WDR | TV-Spielfilm mit Misel Maticevic und Tanja Schleiff                                | Dominik Graf                                                                     |
| Die Deutschen (Folge 5): Wallenstein und der Krieg | 2008      | ZDF Enterprises GmbH | zehnteilige TV-Dokumentation mit Stefan Jürgens;                                   | Olaf Götz, Christian Twente, Stephan Koester, Erica von Moeller, Robert Wiezorek |
| Firnis                                             | 2007      | – | Diplomfilm von Jörn Möllenkamp                                                     | –                                                                                |
| Nicht ohne meinen Schwiegervater                   | 2005      | Eyeworks Fiction Cologne GmbH im Auftrag des ZDF                                                                                                | TV-Komödie mit Janek Rieke, Julia Stinshoff und Fritz Wepper                       | Michael Karen                                                                    |
| Das Kommando                                       | 2004      | Maran Film GmbH im Auftrag des SWR | TV-Spielfilm mit Robert Atzorn und Iris Berben                                     | Thomas Bohn                                                                      |
| Alina                                              | 2004      | Televersal Film- und Fernsehproduktion GmbH im Auftrag des WDR                                                                                  | TV-Mehrteiler                                                                      | Brigitta Dreseweski                                                              |
| Sex und mehr                                       | 2004      | Lunet Entertainment GmbH & Co. KG im Auftrag von Pro 7                                                                                          | TV-Komödie                                                                         | Peter Gersina                                                                    |
| Blueprint                                          | 2003      | Relevant Film | Spielfilm mit Franka Potente                                                       | Rolf Schübel                                                                     |
| Die Frau, die an Dr. Fabian zweifelte              | 2002      | Lichtblick in Koproduktion mit WDR und Arte | Spielfilm mit Robert Glatzeder, Dieter Pfaff und Traute Hoess                      | Andi Rogenhagen                                                                  |
| Das Gelbe vom Ei                                   | 1999      | Colonia Media | Spielfilm mit Moritz Bleibtreu, Heike Makatsch und Dietmar Bär                     | Lars Becker                                                                      |
| Antrag vom Ex                                      | 1999      | Novamedia im Auftrag von Pro 7 | TV-Komödie mit Julia Jäger, Eckhard Preuß und Dorkas Kiefer                        | Sven Unterwald jr.                                                               |
| Ein großes Ding                                    | 1999      | Colon Filmproduktion GmbH im Auftrag von Arte und ZDF                                                                                           | zweiteiliger TV-Thriller mit Jürgen Vogel, Richy Müller und Katja                  | –                                                                                |
| Alte Liebe, alte Sünde                             | 1997      | Real Film GmbH im Auftrag des ZDF | TV-Thriller mit Sophie von Kessel, Jörg Schüttauf und Paul Herwig                  | Anno Saul                                                                        |
| Bruder Esel                                        | 1996      | Polyphon Film- und Fernsehgesellschaft im Auftrag von RTL                                                                                       | mehrteilige TV-Vorabendserie mit Dieter Pfaff, Renate Krößner und Hans Lobitz      | Stephan Meyer, Peter Schulze-Rohr und Peter Vogel                                |
| Nich’ mit Leo                                      | 1994      | UFA Filmproduktion GmbH und RTL Plus | Spielfilm mit Jürgen von der Lippe, Harald Schmidt und Herbert Feuerstein          | Ralf Gregan                                                                      |
| Der Himmel kennt keine Tränen                      | 1992      | Corapeake Productions und andere | TV-Drama mit Lindsay Wagner. Shelley Long und Cotter Smith                         | Rod Holcomb                                                                      |
| Soldier                                            | 1991–1997 | Central Television für ITV network | mehrere Staffeln, britische TV-Serie mit Robson Green                              | Jerome Flynn und Gary                                                            |
| Love                                               | –         | – |                                                                                    | Lucy Gannon                                                                      |
| Alles Glück dieser Erde                            | 1994      | Neue Deutsche Filmgesellschaft (NDF) | TV-Mehrteiler mit Rolf Hoppe, Rüdiger Kirschstein und Michael Roll                 | Michael Werlin                                                                   |
| Der Sommer des Samurai                             | 1986      | Radiant Film GmbH in Zusammenarbeit mit dem ZDF                                                                                                 | Spielfilm mit Nadja Tiller, Hans Peter Hallwachs und Hannelore Hoger               | Hans Christoph Blumenberg                                                        |
| Ohne Nachsicht                                     | 1972      | Iduna Film Produktionsgesellschaft | Spielfilm mit Joachim Regelien, Henry van Lyck und Heidi Stroh                     | Theodor Kotulla                                                                  |
| Alle Jahre wieder                                  | 1967      | Peter Schamoni Film | Spielfilm mit Sabine Sinjen, Hans-Dieter Schwarze und Ulla Jacobsson               | Ulrich Schamoni                                                                  |